# Dagana (departamento)
Dagana é um departamento da região de Saint-Louis, no Senegal.
Em 21 de fevereiro de 2002, o departamento foi desmembrado com a criação no novo departamento de Saint Louis.				